# Lauxania argyrostoma
Lauxania argyrostoma är en tvåvingeart som beskrevs av Christian Rudolph Wilhelm Wiedemann 1830. Lauxania argyrostoma ingår i släktet Lauxania och familjen lövflugor. Inga underarter finns listade i Catalogue of Life.